# CA3
CA3 (англ. Carbonic anhydrase 3) – білок, який кодується однойменним геном, розташованим у людей на короткому плечі 8-ї хромосоми. Довжина поліпептидного ланцюга білка становить 260 амінокислот, а молекулярна маса — 29 557.
| 10         |  | 20         |  | 30         |  | 40         |  | 50         |
| ---------- |  | ---------- |  | ---------- |  | ---------- |  | ---------- |
| MAKEWGYASH |  | NGPDHWHELF |  | PNAKGENQSP |  | VELHTKDIRH |  | DPSLQPWSVS |
| YDGGSAKTIL |  | NNGKTCRVVF |  | DDTYDRSMLR |  | GGPLPGPYRL |  | RQFHLHWGSS |
| DDHGSEHTVD |  | GVKYAAELHL |  | VHWNPKYNTF |  | KEALKQRDGI |  | AVIGIFLKIG |
| HENGEFQIFL |  | DALDKIKTKG |  | KEAPFTKFDP |  | SCLFPACRDY |  | WTYQGSFTTP |
| PCEECIVWLL |  | LKEPMTVSSD |  | QMAKLRSLLS |  | SAENEPPVPL |  | VSNWRPPQPI |
| NNRVVRASFK |  |            |  |            |  |            |  |            |

A: Аланін

C: Цистеїн

D: Аспарагінова кислота

E: Глутамінова кислота

F: Фенілаланін

G: Гліцин

H: Гістидин

I: Ізолейцин

K: Лізин

L: Лейцин

M: Метіонін

N: Аспарагін

P: Пролін

Q: Глутамін

R: Аргінін

S: Серин

T: Треонін

V: Валін

W: Триптофан

Кодований геном білок за функціями належить до ліаз, фосфопротеїнів. 
Задіяний у такому біологічному процесі, як ацетилювання. 
Білок має сайт для зв'язування з іонами металів, іоном цинку. 
Локалізований у цитоплазмі.